# 駒田蒸留所へようこそ
『駒田蒸留所へようこそ』（こまだじょうりゅうじょへようこそ）は、P.A.WORKS制作による日本のアニメーション映画。2023年11月10日公開。

## 概要
『花咲くいろは』『SHIROBAKO』『サクラクエスト』『白い砂のアクアトープ』に続くP.A.WORKSの働く人々の日常を描く「お仕事シリーズ」第5弾。
世界でも注目されるジャパニーズ・ウイスキーを題材に、実家の蒸留所の経営立て直しに奮闘する若き女性社長と夢もやる気もない新米記者が家族の絆をつなぐ幻のウイスキー復活を目指す物語。
監督は『有頂天家族』などの吉原正行が務め、脚本は『ソードアート・オンライン』『〈物語〉シリーズ』の中本宗応と木澤行人が担当。音楽を『ラブライブ!サンシャイン!!』『Dr.STONE』の加藤達也が手がけた。主題歌は声優の早見沙織演じる琉生が歌う「Dear my future」。
作中の駒田蒸留所の設備は三郎丸蒸留所をモデルにしているほか、作中に登場する他の蒸留所も日本国内の実在のウイスキー蒸留所（秩父蒸溜所、長濱蒸溜所、マルス信州蒸溜所、八郷蒸溜所）をモデルにしている。また、富山新聞の姉妹紙である北國新聞の編集局も作中の舞台モデルの一つとなっている。
本作は、フランスの「アヌシー国際アニメーション映画祭」コントルシャン部門、スペインの「2023 シッチェス・カタロニア国際映画祭」アニメーション部門、エストニアの「エストニア アジアフィルムカルチャー映画祭」、オランダの「カメラジャパン・フェスティバル」、韓国の「第9回ソウル国際フード映画祭」、日本の「第36回東京国際映画祭」アニメーション部門に正式出品された。

## あらすじ
若くして実家の「駒田蒸留所」を継いだ駒田琉生は、業界では新進気鋭のブレンダーとして注目されている。現在は華々しく活躍する彼女だが、社長に就任するまでは波乱の連続だった。先代である父が社長だった頃、駒田蒸留所は地震で施設が倒壊し、ウイスキーの原酒づくりを断念。後を継ぐはずだった兄は会社を去り、父は経営立て直しに奔走する中、過労で亡くなってしまった。そこで琉生は大学を辞め、倒産寸前だった蒸留所を継いで再建に乗り出したのである。経営難の蒸留所の立て直しを目指して日々奮闘しながら、琉生は原酒を失って製造できなくなった駒田蒸留所を代表するウイスキー「独楽（こま）」の復活を考えていた。琉生にとって「独楽」は、バラバラになってしまった家族の絆の象徴でもあったのである。そんな中、プロモーションのため、ニュースサイトに琉生が蒸留所を訪ね歩く記事を載せることになった。だが、一緒に取材するためにニュースサイトから送り込まれてきたのは、やりたいこともやる気もなく職を転々としてきた若い記者・高橋光太郎だった。

## 登場人物
駒田 琉生（こまだ るい）
声 - 早見沙織
本作の主人公。1994年生。駒田蒸留所の若き女性社長。
高橋 光太郎（たかはし こうたろう）
声 - 小野賢章
ニュースサイトの記者。
河端 朋子（かわばた ともこ）
声 - 内田真礼
駒田蒸留所の広報担当で、琉生の幼馴染。
安元 広志（やすもと ひろし）
声 - 細谷佳正
ニュースサイトの編集長。
東海林 努
声 - 辻親八
駒田蒸留所一番の古株の職員。
斉藤 裕介
声 - 鈴村健一
光太郎の友人。大手レコードメーカー勤務。
駒田 滉
声 - 堀内賢雄
琉生の父。駒田蒸留所の先代社長。
駒田 澪緒
声 - 井上喜久子
琉生の母。駒田蒸留所の経理担当。
駒田 圭
声 - 中村悠一
琉生の兄。経営方針の違いにより駒田蒸留所を退職し、現在は桜盛酒造で働く。

## スタッフ
- 原作 - KOMA復活を願う会
- 監督 - 吉原正行
- 脚本 - 木澤行人、中本宗応
- キャラクター原案 - 髙田友美
- キャラクターデザイン・総作画監督 - 川面恒介
- 美術監督 - 竹田悠介
- 色彩設計 - 田中美穂
- 3D監督 - 市川元成
- 撮影監督 - 並木智
- 編集 - 髙橋歩
- 音響監督 - 明田川仁
- 音楽 - 加藤達也
- プロデューサー - 山田昇、古澤佳寛、堀川憲司
- アニメーション制作 - P.A.WORKS
- 製作 - DMM.com
- 配給 - ギャガ

## 評価
2023年11月13日に発表された週末興行成績ランキングでは初登場第10位にランクインした。

## 漫画
2023年11月10日、本作の前日譚を描くコミカライズが『モーニング・ツー』（講談社）にて連載されることが決定した。2024年9月19日より『駒田蒸留所へようこそ〜わかばが芽吹くまで〜』のタイトルで連載を開始。作画はこがねまりょう、脚本は凪木エコが担当。コミカライズでは完全オリジナルのエピソードが展開されている。

### 書誌情報
- 『駒田蒸留所へようこそ〜わかばが芽吹くまで〜』講談社〈モーニングKC〉、既刊1巻（2025年2月21日現在）
  1. 2025年2月21日発売[17][18]、ISBN 978-4-06-538344-5